# 东坝镇 (民勤县)
东坝镇，是中华人民共和国甘肃省武威市民勤县下辖的一个乡镇级行政单位。

## 行政区划
东坝镇下辖以下地区：
东坝镇社区、中岔村、篙子村、六坝村、上截村、西沟村、左新村、拐湾村、玉民村、白古村、新华村、连丰村、东一村、东二村和石羊河林业总场义粮滩林场。